# HMS Audacious (1785)
Pour les autres navires du même nom, voir HMS Audacious.
Le HMS Audacious est un vaisseau de 74 canons en service dans la Royal Navy. Lancé le 23 juillet 1785 à Rotherhithe, il combat lors de la bataille d'Aboukir en 1798 et est démoli en 1815.

## Construction
Le HMS Audacious est lancé le 23 juillet 1785, il est le premier navire à porter ce nom. Il est un des douze vaisseau de la classe Arrogant.

## Service actif
Au printemps 1794, le vaisseau fait partie de la flotte de Richard Howe, chargé de capturer un important convoi de ravitaillement en direction de la France. Rencontrant la flotte française, les Anglais l'affronte lors de la bataille du 13 prairial an II. Le 28 mai, en prélude à ce combat, l'Audacious fait parie de la division qui attaque l'arrière-garde française et affronte le Révolutionnaire. Très endommagé, il doit regagner l'Angleterre et ne participe pas à la suite des combats.
Le navire est présent à la bataille d'Aboukir en août 1798 sous les ordres du capitaine Davidge Gould (en). Avec les Orion, Theseus, Goliath et Zealous, le HMS Audacious affronte la ligne française par bâbord, entre elle et le rivage. Le 12 août, le vaisseau fait partie du détachement qui appareille de la baie d'Aboukir pour Gibraltar sous les ordres de James Saumarez afin de convoyer les navires français capturés.

## Dernières années
Le HMS Audacious est finalement démoli en août 1815.